# 泰尔莫利
泰尔莫利（義大利語：Termoli），是意大利坎波巴索省的一个市镇。总面积55.1平方公里，人口32606人，人口密度591.8人/平方公里（2009年）。ISTAT代码为070078。

## 歷史
泰莫利早於古羅馬時代已有人聚居，但當時只屬漁村。而城市之建立則是在十世紀的事。文藝復興以後，屬兩西西里王國的領土。意大利統一後，人口始見增長，並開始發展出一些工業。